# Dol (Postira)
Dol is een plaats in de gemeente Postira in de Kroatische provincie Split-Dalmatië. De plaats telt 178 inwoners (2001).